# Frankrikes Billie Jean King Cup-lag
Frankrikes Billie Jean King Cup-lag representerar Frankrike i tennisturneringen Fed Cup, och kontrolleras av Frankrikes tennisförbund. 

## Historik
Frankrike deltog första gången premiäråret 1963. Laget vann turneringen 1997, 2003 och 2019, medan det blev finalförluster 2004, 2005 och 2016.

### Fotnoter
1. ↑  ”Frankrike Fed Cup-mästare efter rysare” (på svenska). SVT Sport. 11 november 2019. https://www.svt.se/sport/tennis/frankrike-fed-cup-mastare-efter-rysare. Läst 11 november 2019.
2. ↑  Sara Jonathan Kvarnström (13 november 2016). ”Tjeckien avgjorde Fed Cup i dubbeln” (på svenska). SVT Sport. http://www.svt.se/sport/tennis/tjeckien-avgjorde-fed-cup-i-dubbeln/. Läst 25 november 2016.